# Emil Devrient
Gustav Emil Devrient, född den 4 september 1803 i Berlin, död den 7 augusti 1872 i Dresden, var en tysk skådespelare. Han var brorson till Ludwig Devrient samt bror till Eduard Devrient och Karl August Devrient.
Devrient var 1821–1831 anställd vid nationalteatern i Braunschweig samt stadsteatrarna i Bremen, Leipzig, Magdeburg och Hamburg. Redan som tjugoåring sjöng han så krävande operapartier som Don Juan och Sarastro i Trollflöjten, men ägnade sig snart helt åt talscenen och var 1831–1868 anställd vid hovteatern i Dresden. Devrient var en av de mest harmoniska, bäst skolade och på samma gång temperamentsfulla skådespelarna Tyskland ägt, främst i älskar- och hjälteroller. Bland hans roller märks Hamlet, Sigismund i Livet en dröm, Faust, Egmont, Torquato, Fiesco, Posa i Don Carlos, Bolingbroke i Ett glas vatten. Devrient spelade 1852 och 1853 med stor framgång även i London.